# Memoirs of several ladies of Great Britain, who have been celebrated for their writings, or skill in the learned languages, arts and sciences
Memoirs of several ladies of Great Britain, who have been celebrated for their writings, or skill in the learned languages, arts and sciences ist die erste Sammlung von Biografien von Schriftstellerinnen oder Förderinnen der Literatur im englischen Sprachraum, die 1752 durch den Biographen und Antiquar George Ballard zusammengestellt und veröffentlicht wurde.

## Inhalt
Das einzige Werk, das Ballard jemals publizieren sollte, war ihm in erster Linie durch Subskription von etlichen wohlhabenden und kulturfördernden Damen der gehobenen Gesellschaft ermöglicht worden, von denen einige auch ihn selbst in der Vergangenheit gefördert hatten und sich nun zu Anfang des Werkes aufgelistet fanden. Dabei widmete er selbst den großvolumigen Band Mrs. Talbot aus Kineton, der Frau eines anglikanischen Klerikers, die ihn schon früh gefördert hatte, und Mary Delany. Die Biographien listete er chronologisch auf, wobei sich in einigen Abschnitten auch auszugsweise Lebensbeschreibungen zusätzlicher Personen finden lassen. In seinem Vorwort bedauerte es Ballard ausdrücklich, dass er nicht mehr Lebensbilder hätte einfangen können, aber manchmal hätten die ihm zur Verfügung stehenden Quellen einfach nicht ausgereicht. So hätte er beispielsweise auf Lady Mary Wroth in Ermangelung von biographischen Daten verzichten müssen.
Ermöglicht wurde ihm seine Arbeit auch durch die weiteren Materialsammlungen der Elementarschullehrerin Sarah Chapone und durch die Notizbucheinträge seiner einstigen Entdeckerin, der Lehrerin für das Angelsächsische, Elizabeth Elstob.

## Ausgaben
- George Ballard: Memoirs of several ladies of Great Britain, who have been celebrated for their writings or skill in the learned languages, arts and sciences. Printed by W. Jackson, for the author, Oxford 1752. Digitalisat
- Ruth Perry (Hrsg.): George Ballard – Memoirs of several ladies of Great Britain, who have been celebrated for their writings or skill in the learned languages, arts and sciences. Wayne State University Press, Detroit 1985.

## Behandelte Biographien

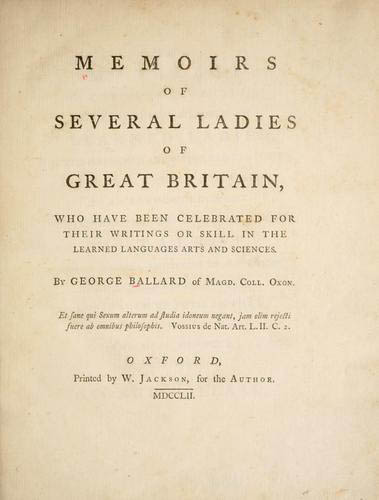
George Ballard: Memoirs of several ladies of Great Britain, who have been celebrated for their writings or skill in the learned languages, arts and sciences. 1752

- Anne Askew (Anne Askew, alias Kyme) (1521–1546), protestantische Märtyrerin, 62ff.
- Mary Astell (1688–1731), Miszellenautorin
- Ann Baynard, Anne Baynard (1672–1697)
- Margaret Beaufort (Margaret Countess of Richmond and Derby) (1443–1509), Mutter Heinrich VII., 9ff.
- Juliana Berners, Juliana Barnes, alias Berners (* um 1388), Schriftstellerin, S. 5ff.
- Elizabeth Blake, Elizabeth Berkeley, Elizabeth Burnet (1661–1709), religiöse Schriftstellerin, verheiratet mit Gilbert Burnet
- Katharina von Aragón (Queen Catherine) (1485–1536), Königin
- Catherine Parr (Queen Katherine Parr) (1512–1548), Königin, S. 79ff.
- Katherine Chidley (fl. 1616–1653),
- Lady Anne Clifford, Anne Countess of Pembroke (1590–1676), Autobiographin
- Ann Cooke, verheiratet als Ann Bacon, Lady Bacon (1528–1610), Tochter von Anthony Cooke, Mutter von Francis Bacon, S. 188ff.
- Catherine Cooke, Katherine Killigrew (1530–1583), Tochter von Anthony Cooke
- Elizabeth Russell, Baroness Russell, Elizabeth Hoby (1528–1609), Linguistin, Tochter von Anthony Cooke
- Margaret Cooke, verheiratet als Margaret Rowlett († 1558), Adelige, Tochter von Anthony Cooke
- Mildred Cooke, Mildred Cecil, Lady Burleigh (1526–1689), Tochter von Anthony Cooke, verheiratet mit William Cecil, 1. Baron Burghley
- Damaris Cudworth Masham (1658–1708), Philosophin
- Elizabeth Egerton, geborene Cavendish, Elizabeth countess of Bridgwater (1626–1663), Schriftstellerin
- Elizabeth I. (1533–1603)
- Lady Elizabeth Fane († 1568), Schriftstellerin und literarische Patronin
- Anne Finch, Countess of Winchilsea, geborene Kingsmill, Anne Countess of Winchelsea (1661–1720), Dichterin
- Elizabeth Fisher, verheiratet als Elizabeth Bland (um 1660, † nach 1712), Linguistin für Hebräisch
- Joanna Fitzalan (Jane Lumley)
- Mary Fitzalan, Countess of Arundel (geborene Mary Arundell; auch Mary Ratcliffe; Mary Countess of Arundel) († 1557)
- Mary Howard, duchess of Norfolk (Lady Mary Howard) (1539/40–1557)
- Frances Freke, verheiratet als Frances, Lady Norton, Lady Norton (1640–1731), Schriftstellerin
- Margaret Giggs, später Margaret Clement (1508–1570), Nichte und Adoptivtochter von Thomas More
- Constantia Grierson, geborene Crawley (um 1706–1733), Philologin
- Anne Halkett, geborene Murray, Royalistin und Schriftstellerin, 370ff.
- Susanna Hopton, geborene Susanna Harvey (1627–1709), religiöse Schriftstellerin
- Margaret Howe, verheiratet als Margaret Ascham, literarische Redakteurin, Ehefrau von Roger Ascham
- Lady Jane Howard, verheiratet als Lady Jane Neville, Jane Countess of Westmorland (1537–1593), Adelige
- Esther Inglis oder Esther Langlois, verheiratet als Esther Kello (1570/71–1624), Kalligraphin und Miniaturmalerin
- Lady Jane Grey (Lady Jane Gray) (1537–1554), S. 98ff.
- Julian of Norwich (Juliana, Anchoret of Norwich) (1343–1443), Schriftstellerin, S. 1–4.
- Margery Kempe (ca. 1373–1440), religiöse Schriftstellerin, S. 8ff.
- Anne Killigrew (1660–1685), Dichterin und Malerin
- Elizabeth Knevitt, Countess of Lincoln, verheiratet als Elizabeth Clinton, Elizabeth Countess of Lincoln (1574?–1630?), Adelige und Schriftstellerin
- Elizabeth Lawrence, verheiratet als Elizabeth Bury (1644–1720), Nonkonformistin
- Anne Lee, verheiratet als Anne Wharton (1659–1685), Dichterin
- Mary Lee, Lady Chudleigh (1656–1710), Schriftstellerin
- Elizabeth Legge (1580–1685), Linguistin und Dichterin
- Elizabeth Lucar (Elizabeth Withypoll), Kalligraphin
- Margaret Cavendish, Duchess of Newcastle-upon-Tyne, Margaret Duchess of Newcastle (um 1624–1674), Schriftstellerin und Biographin
- Mary I, Queen of England and Ireland (Queen Mary) (1516–1688)
- Mary Queen of Scotland (1542–1587)
- Mary Molesworth, Honorable Mrs. Monk († 1715), Dichterin
- Cecilia More (Cecilia Heron), Altphilologin und Tochter von Thomas More
- Elizabeth More, verheiratet als Elizabeth Dancy, Tochter von Thomas More
- Honorable Mrs. Dudleya North (1675–1712), Linguistin für orientalische Sprachen
- Grace Norton, Grace Lady Gethin, Lady Gethin (1676–1697), Essayistin und Gelehrte
- Lady Pakington, Dorothy Coventry, († 1679), Schriftstellerin
- Blanch Parry (1507/1508–1589), Antiquarin
- Katherine Philips, geborene Fowler (1631–1684), Dichterin
- Catherina oder Catherine Riches, verheiratet als Catherina Boevey oder Catherine Bovey († 1726), Philanthropin
- Margaret Roper, geborene More (1505–1544), Schulmeisterin und Tochter von Thomas More, S. 38ff.
- Mary Roper, verheiratet als Mary Bassett († 1572)
- Elizabeth Sadler, verheiratet als Elizabeth Walker (1623–1690), autobiographische und religiöse Schriftstellerin
- Lady Anne Seymour, verheiratet als Anne Dudley, Countess of Warwick (1538–1587), Dichterin
- Lady Jane Seymour (1541–1561), Dichterin
- Lady Margaret Seymour (* 1540), Dichterin
- Mary Sidney, verheiratet als Mary Herbert, Mary Countess of Pembroke (1561–1621), Dichterin und Schwester Philip Sidney, S. 259ff.
- Arbella Stuart, Lady Arabella Seymour (1575–1615), mögliche Thronprätendentin
- Catherine Tishem oder Catherine Thysmans, Schulmeisterin, Mutter von Jan Gruter
- Lady Eleanor Touchet, Lady Eleanor Davies (1590–1652), Prophetin, verheiratet mit John Davies
- Elizabeth Jane Weston (getauft 1581, † 1612), Schulmeisterin und Linguistin

## Rezeption
Ruth Perry stellte die Theorie auf, dass sich Ballard stark mit den von ihm dargestellten weiblichen Persönlichkeiten identifiziert habe, weil er wegen seiner einfachen Herkunft ebenso gesellschaftliche Restriktionen erfahren hatte wie jene von ihm geschilderten Frauen wegen ihres Geschlechts. Somit hob er deren geistige Errungenschaften hervor, wo auch immer er sie fand. Außerdem entwickelte Ballard nach Meinung Margaret Ezells aufgrund seiner Erfahrung als Objekt der Patronage durch wohlwollende Gentlemen und Gentlewomen der Oberschicht – ein Wahrnehmungsmodell der literarischen Erziehung, dem zufolge die Ausbildung und Autorenschaft ein zu verfolgendes der Ober- und Mittelklasse sei, entworfen zum Wohl des Schriftstellers und seines ihn umgebenden Zirkels, nicht aber gedacht für die Allgemeinheit oder gar die niederen Gesellschaftsschichten. Darüber hinaus seien letztlich die Tugend und Bescheidenheit ausschlaggebend für den Erfolg von Schriftstellerinnen.
Auch wenn das Gesamtwerk mehr aus Exzerpten als aus Transkriptionen bestand, war diese Biographiesammlung zu den 64 dargestellten Frauen, denen jeweils eine annotierte biographische Zusammenfassung voranging, von immensem Einfluss vom 18. bis gar ins 20. Jahrhundert: Horace Walpoles A Catalogue of the Royal and Noble Authors of England, Scotland and Ireland (1806), Jane Williams The Literary Women of England (1861), Myra Reynolds The Learned Lady in England (1920) und Doris Stentons The Englisch Women in History (1957) wussten alle, was sie Ballards Memoirs zu verdanken hatten.